# Leopold Langstein
Leopold Langstein (* 13. April 1876 in Wien, Österreich-Ungarn; † 7. Juni 1933 in Berlin) war ein Kinderarzt und bedeutender Organisator im Bereich der Gesundheits- und Wohlfahrtspflege. Er war Direktor des Kaiserin-Auguste-Victoria-Hauses (KAVH) in Berlin und der erste Vorsitzende des Deutschen Paritätischen Wohlfahrtsverbandes.
Langstein hatte wesentlichen Anteil an der Schaffung des Berufsbildes der Säuglingsschwester und der Gesundheitspflegerin (Gesundheitsfürsorgerin).
Nach dem Ersten Weltkrieg gehörte er zu den Gründern des Verbandes der nichtstaatlichen und nichtkommunalen gemeinnützigen Kranken- und Pflegeanstalten Groß-Berlins und der Provinz Brandenburg sowie des Reichsverbandes der privaten gemeinnützigen Kranken- und Pflegeanstalten. Zudem war er führend an der Gründung des Fünften Wohlfahrtsverbandes und der Deutschen Liga der freien Wohlfahrtspflege beteiligt, die als Spitzenverband der Wohlfahrtsorganisationen fungierte. Langstein war Mitglied des Reichs- und preußischen Landesgesundheitsrates sowie des Präsidiums des Deutschen Zentralkomitees zur Bekämpfung der Tuberkulose.

## Leben

### Jugend und Ausbildung
Leopold Langstein wurde als Sohn eines jüdischen Rechtsanwaltes geboren. 1893 legte er sein Reifezeugnis am Schottengymnasium in Wien ab und begann anschließend sein Studium der Medizin und der Chemie in Wien und Heidelberg. Im Sommer 1899 promovierte Langstein in Wien zum Doktor der Medizin. Seinen Militärdienst leistete er von Oktober 1899 bis 31. März 1900 an der ophthalmologischen Abteilung des Wiener Garnisonspitals Nr. 1.
Nach Beendigung des Militärdienstes war Langstein in der medizinischen und in der philosophischen Fakultät in Straßburg im Elsass eingeschrieben. In dieser Zeit war er zugleich als Assistenzarzt an der Kinderpoliklinik von Ferdinand Siegert und als Praktikant am physiologisch-chemischen Laboratorium von Hofmeister tätig. Später wurde Langstein Sekundärarzt an der Universitätskinderklinik Graz bei Theodor Escherich. Im Sommer 1902 promovierte er zum Doktor der Philosophie mit Chemie als Hauptfach. Danach nahm er eine Stelle als Hilfsarzt an der medizinischen Universitätsklinik in Basel unter Friedrich Müller an.
Ende 1902 kam Langstein nach Berlin, wo er bei dem Chemiker Emil Fischer und später an der Universitätskinderklinik Breslau bei Adalbert Czerny arbeitete. 1904 wurde er Hilfsarzt an der Universitätskinderklinik in Berlin bei Otto Heubner.

### Berufliche Entwicklung

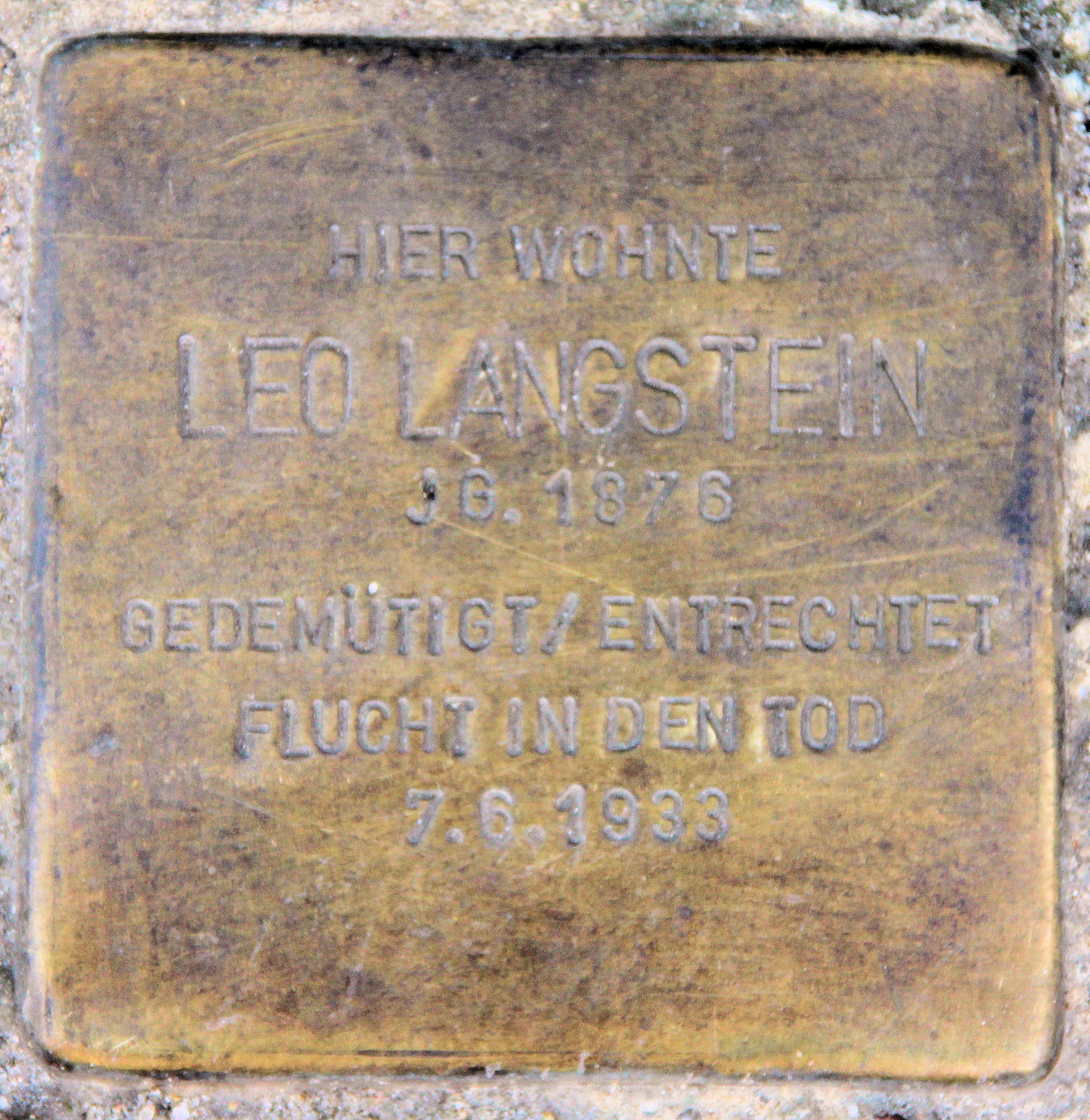
Stolperstein am Haus Lietzenburger Straße 105 in Berlin-Wilmersdorf

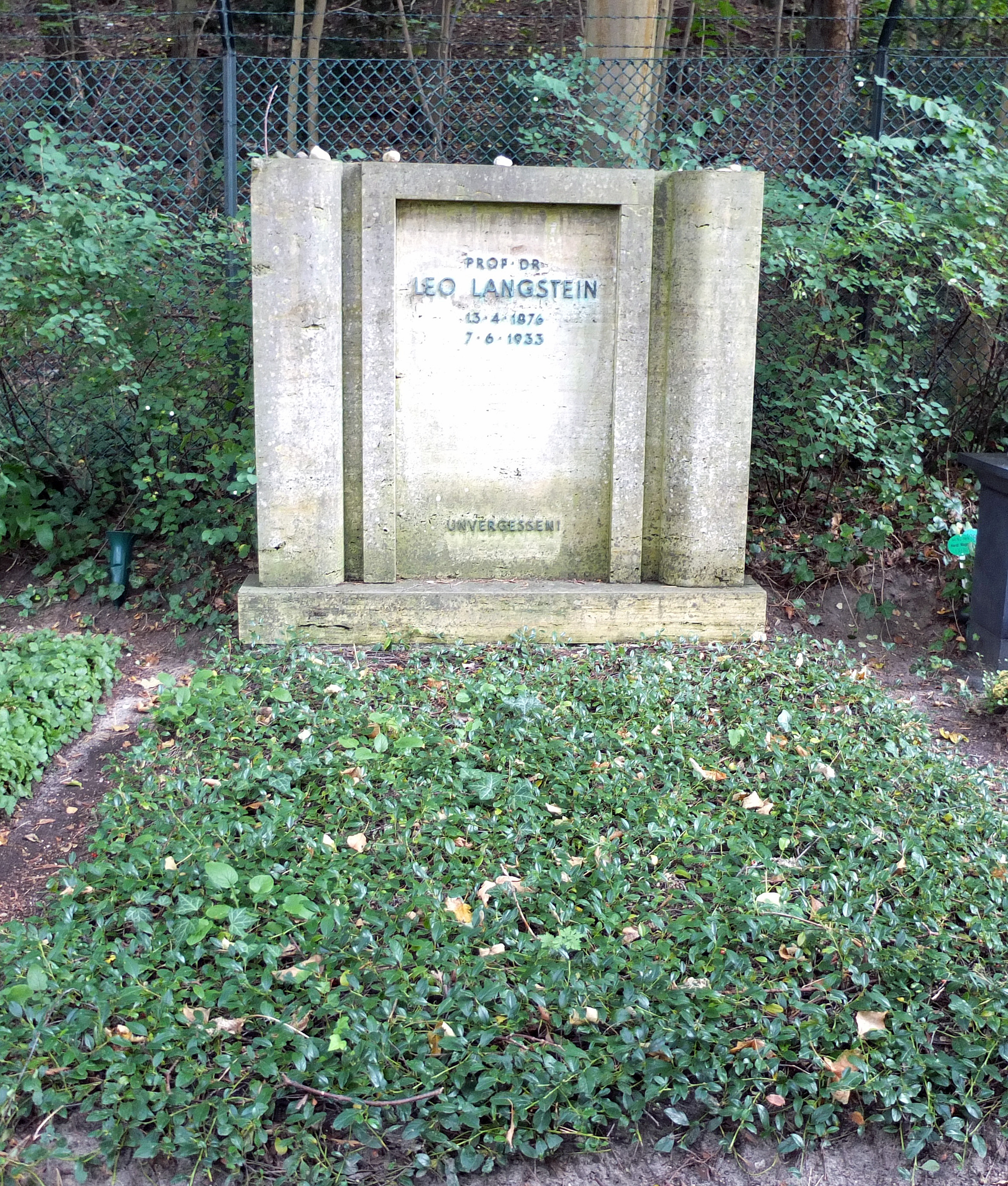
Grab von Leopold Langstein auf dem Friedhof Heerstraße in Berlin-Westend

Die Zulassung Langsteins als Privatdozent für Kinderheilkunde an der Berliner Universität erfolgte 1908. Im folgenden Jahr wurde er zum Oberarzt am neu errichteten Kaiserin-Auguste-Victoria-Haus zur Bekämpfung der Säuglings- und Kleinkindersterblichkeit im Deutschen Reiche mit Sitz in Charlottenburg berufen. Am 1. Oktober 1911 wurde er Direktor dieser Anstalt und blieb dies bis zu seinem Tod am 7. Juni 1933.
1914 heiratete Langstein Henrietta Franziska Hertz. Die Ehe blieb kinderlos.
Langstein verfasste wissenschaftliche Bücher und Werke im Bereich der Kinderheilkunde und begründete u. a. die Zeitschrift für Kinderheilkunde und die Ergebnisse der inneren Medizin und der Kinderheilkunde. Zusammen mit Fritz Rott gab er 1918 den Atlas der Hygiene des Säuglings und des Kleinkindes heraus, von dem bis 1926 insgesamt drei Ausgaben erschienen.
Am 7. April 1924 gründet sich die „Vereinigung der freien privaten gemeinnützigen Wohlfahrtseinrichtungen Deutschlands e. V.“ im Kaiserin-Auguste-Victoria-Haus in Berlin-Charlottenburg, zu deren erstem geschäftsführenden Vorsitzenden Langstein gewählt wurde. Ende 1924 erfolgte die Umbenennung in „Fünfter Wohlfahrtsverband“, im November 1932 in „Deutscher Paritätischer Wohlfahrtsverband“. Langstein blieb in seiner Funktion bis zum 29. April 1933.
In der Zeit von 1924 bis zu seinem erzwungenen Rücktritt war er unter anderem maßgeblich beteiligt an der Gründung der „Deutschen Liga der freien Wohlfahrtspflege“ (März 1925), der Hilfskasse (heute: Bank für Sozialwirtschaft) und weiterer Institutionen der Wohlfahrtspflege, in denen er auch Ämter und Funktionen bekleidete.
Am 7. Juni 1933 erlitt Langstein nach dem Verlassen seiner Wohnung einen Herzanfall, an dem er starb. Am 10. Juni 1933 fand auf dem Friedhof Heerstraße in Charlottenburg (heutiger Ortsteil Westend) die Beisetzung statt (Grablage: 18-L-197/198). Sein Grab war von 1987 bis 2009 als Ehrengrab des Landes Berlin gewidmet.

### Kontroverse um seinen Tod
Lange Zeit war umstritten, ob Langstein durch einen Herzanfall oder durch Selbstmord ums Leben kam. Allerdings lässt ein aufgetauchter letzter Brief, geschrieben einen Tag vor seinem Tod, den Schluss zu, dass es höchstwahrscheinlich keine Selbsttötung war, sondern – wie von einem Freund Langsteins beschrieben – ein Herzanfall. Für Selbstmord gibt es bis heute keinen belastbaren Beleg oder konkreten Hinweis.

### Gedenken
An seinem ehemaligen Wohnort, Berlin-Wilmersdorf, Lietzenburger Straße 105, ist ein Stolperstein für ihn verlegt.

## Publikationen (Auswahl)
- Säuglingsernährung und Säuglingsstoffwechsel. J. F. Bergmann. 1910.
- Weibliche Schuljugend und Säuglingsschutz. Stilke. Berlin 1913.
- Gesunde Kinder in den Spiel-, Schul- und Entwicklungsjahren. Hesse. Leipzig 1914.
- Entwicklung, Erfahrungen und praktische Arbeit des Kaiserin Auguste Victoria Hauses zur Bekämpfung der Säuglingssterblichkeit im Deutschen Reich. Hirschfeld. Berlin 1915
- Atlas der Hygiene des Säuglings und Kleinkindes. Julius Springer. Berlin 191.
- (Hrsg.) Beiträge zur Physiologie, Pathologie und sozialen Hygiene des Kindesalters aus dem Kaiserin Auguste Victoria Haus zur Bekämpfung der Säuglingssterblichkeit im Deutschen Reich. Julius Springer. Berlin 1919.
- Ernährung und Pflege des Säuglings. Julius Springer. Berlin 1923.
- Krankheiten der Respirationsorgane, des Herzens und der Urogenitalorgane. G. Thieme. Leipzig 1924.
- Ernährung und Pflege des älteren Kindes (nach dem Säuglingsalter). Hesse. Berlin 1923.

## Audio on Demand
- Ansprache zur Winterhilfe 1932/33 von L. Langstein